# Kreissparkasse Riesa-Großenhain
Die Kreissparkasse Riesa-Großenhain war ein öffentlich-rechtliches Kreditinstitut mit Hauptsitz in Riesa, das zum 1. Januar 2007 in der neu geschaffenen Sparkasse Meißen aufgegangen ist. Formal gesehen wurde das Institut von der Kreissparkasse Meißen übernommen, die ihren Sitz daraufhin nach Riesa verlegt hat. Grund für den Zusammenschluss war die Verbindung des Landkreises Meißen (1996–2008) mit dem Landkreis Riesa-Großenhain zum neuen Landkreis Meißen.
Der letzte Jahresabschluss des Instituts wurde zum 31. Dezember 2006 erstellt. Vor der Fusion wies die Kreissparkasse Riesa-Großenhain eine Bilanzsumme von 1,014 Milliarden Euro und einen Bilanzgewinn von 1,9 Millionen Euro aus. Die Spareinlagen des Instituts betrugen insgesamt 700 Millionen Euro.

## Geschichte

### Sparkasse Großenhain
Die Gründung der Bank geht zurück auf das Jahr 1837. Damals beschloss der Stadtrat zu Großenhain eine sogenannte Sparkassendeputation, die in 20 Paragrafen allgemeine Vorschriften für Kassengeschäfte beinhaltet. Die Sparkasse selbst wurde im April 1839 durch ein Dekret des Königs von Sachsen geschaffen und richtete sich primär an die ärmere Klasse, insbesondere Arbeiter und Bauern. Dies wird insbesondere durch folgende Mitteilung deutlich:

„Wie die Sparkasse nun insonderheit für den Nutzen der ärmeren Klasse errichtet worden ist, so erwarten wir, daß dieselbe sich der dadurch für die entspringenden Vorteile bedienen werde.“

Erst am dritten Geschäftstag, dem 13. Mai 1839, wurden die ersten Einlagen von der Sparkasse Großenhain angenommen. In der folgenden Zeit wuchs die Bank sehr schnell, im Jahr 1865 waren bereits Einlagen in Höhe von 560.000 Talern vorhanden. Die wirtschaftlichen Schwierigkeiten zwischen 1862 und 1866, ausgelöst durch die deutschen Einigungskriege, schadeten dem langfristigen Wachstum des Instituts nicht. 1918 betrugen die Einlagen der Kunden bereits 18,9 Milliarden Goldmark, die Sparkasse Großenhain überstand also auch den Ersten Weltkrieg relativ stabil.
Im Gegensatz dazu wirkte sich der Zweite Weltkrieg sehr negativ auf die Bank aus: So wies die Bilanz zum 31. Dezember 1945 zwar 3.478.000 Reichsmark aus, jedoch war der Anteil an echten Kundeneinlagen mit 1.800 RM sehr niedrig. Dies spiegelt das geringe Vertrauen der Bürger in Politik und Wirtschaft zur damaligen Zeit wider, das sich nach dem Ende des Krieges jedoch schnell erholte. Die Sparkasse wurde als Kreissparkasse Großenhain neu gegründet und sammelte bis zum Jahr 1947 etwa 15 Milliarden Reichsmark an Einlagen ein. Aufgrund der Währungsreform 1948 in der sowjetischen Besatzungszone schrumpfte dieser Betrag auf 5,3 Millionen Deutsche Mark zusammen.
Ebenfalls problematisch für die Bank war die Neubildung des Kreises Riesa aus Gemeinden der Amtshauptmannschaften Großenhain und Oschatz im Jahr 1952. Im Zuge dessen musste die Kreissparkasse Großenhain einen erheblichen Teil der Einlagen und Filialen an den neuen Landkreis abgeben. Anschließend setzte sich das Wachstum der Bank aber wieder recht stetig fort, im Jahr 1963 waren 39,8 Millionen Mark an Einlagen erreicht.
Neben dem Angebot an Giro- und Gehaltskonten spielte mit Beginn der 1960er Jahre der Verkauf von Obligationen eine bedeutende Rolle. Diese waren zur Finanzierung des kommunalen Wohnungsbaus gedacht, der durch den VEB Kommunale Wohnungsverwaltung Großenhain durchgeführt wurde. Bis zum Ende des Jahres 1963 verkaufte die Kreissparkasse Großenhain Wertpapiere für 614.000 Mark.

### Sparkasse Riesa

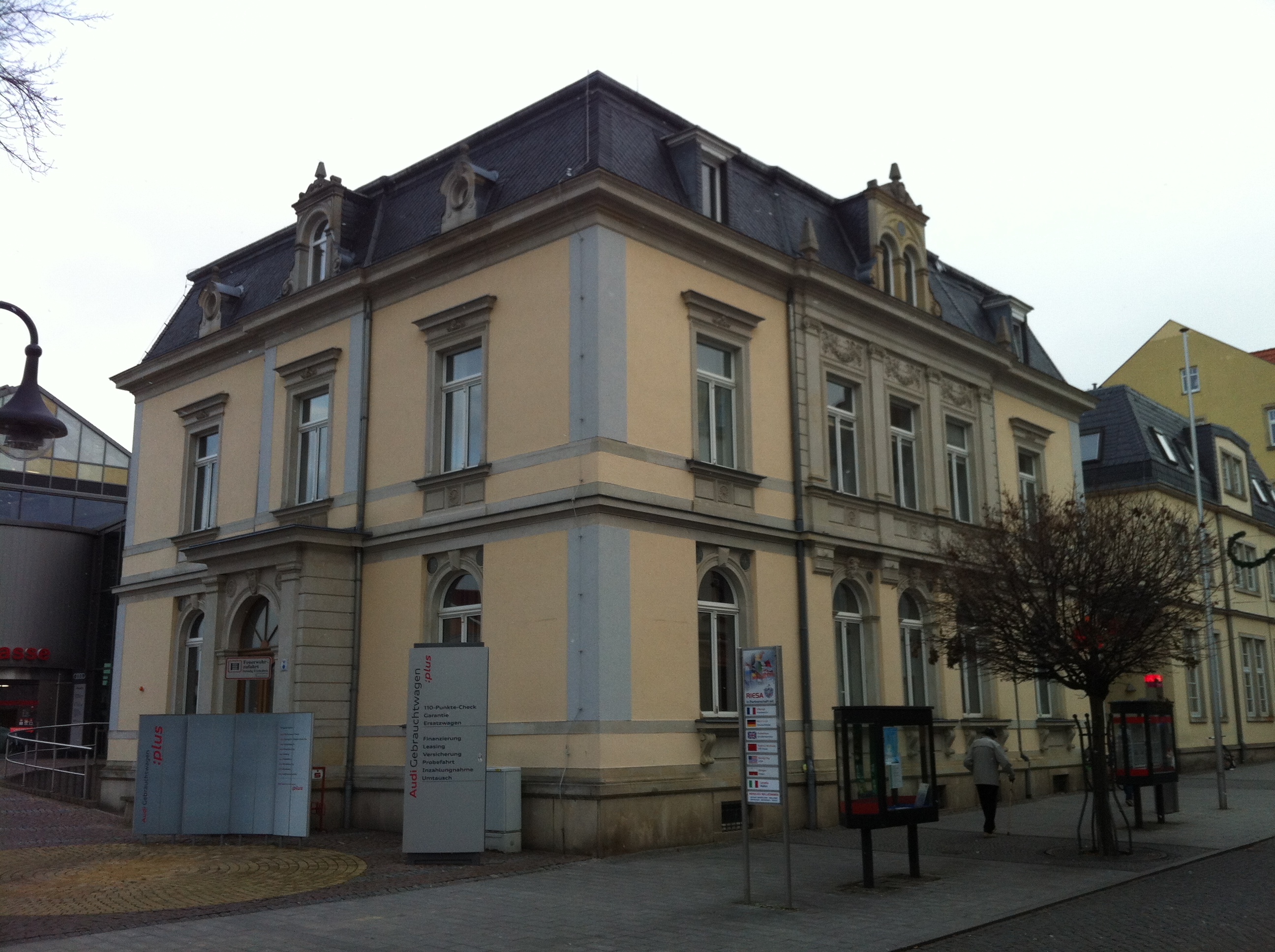
Stammsitz am Mannheimer Platz

Im Jahr 1850 regte der lokale Gewerbeverein an, eine Sparkasse für die Stadt und die umliegenden Gemeinden ins Leben zu rufen. Nach Gesprächen mit dem Rat der Stadt gründeten 21 Personen schließlich am 23. April 1853 den sogenannten Sparkassenverein zu Riesa. Die Statuen sahen als primären Zweck des Instituts ausdrücklich vor, das Sparen zu fördern, wobei bereits ein klarer Fokus auf die regionale Kundschaft gelegt wurde:

„Die Sparcasse zu Riesa hat den Zweck, den Bewohnern der Stadt Riesa und Umgegend Gelegenheit zu gewähren, kleine Geldersparnisse sicher und nutzbar anzulegen.“

Außergewöhnlich ist im Vergleich zu anderen Banken, dass gleich von Beginn an ein Reservefonds von 1.000 Talern in den Statuen vorgesehen wurde. Dieser sollte fließend erhalten bleiben und die Einlagen der Kunden absichern. Nachdem die Landesregierung Sachsen die Gründung der Sparkasse am 9. Juni 1853 offiziell bestätigt hatte, öffnete das Institut am 27. Juli 1853 erstmals seine Pforten. Am ersten Bankarbeitstag wurden 345 Taler und 20 Groschen von insgesamt 29 Kunden eingezahlt. Bis zum Jahr 1871 war die Bank nur einen Tag in der Woche (Mittwoch) geöffnet, allerdings konnten Einlagen dem Kassierer auch in seiner privaten Wohnung übergeben werden.
Kassierer der Sparkasse Riesa war zunächst Tuchhändler Adler. Sein Tod im Jahre 1860 führte zu einer Krise, in deren Folge angeregt wurde, das Institut unter öffentliche Verwaltung zu stellen. Der Vorschlag wurde zum 1. Januar 1861 in die Tat umgesetzt, die Bank ging mit einem Vermögen von 110.000 Talern sowie dem Gründungs- und Garantiekapital vollständig in städtische Verwaltung über. Der Sparkassenverein zu Riesa löste sich formell am 5. Juni 1861 auf, Aufsicht über die Bank führte nun der Stadtrat. Damit war die Sparkasse kein selbstständiges Unternehmen mehr, was das Vertrauen in das Institut enorm verbesserte. Im Jahr 1861 konnten insgesamt über 40 Prozent mehr Einlagen als im Vorjahr eingesammelt werden. Das Wachstum setzte sich in den folgenden Jahren in ähnlichem Ausmaß fort, sodass 1865 das erste Gaswerk in Riesa finanziert werden konnte.
Finanzielle Schwierigkeiten ergaben sich lediglich während des Deutschen Kriegs, da zahlreiche Kunden ihre Einlagen kündigten. In den 1870er und 1880er Jahren baute die Sparkasse Riesa ihr Geschäft dagegen weiter aus, sodass 1884 in Riesa selbst sechs und in den umliegenden Orten zwölf Verkaufsstellen existierten. Der anhaltende Erfolg führte zum Beschluss des Stadtrats vom 20. Dezember 1888, ein neues „modernes“ Regulativ für die Bank zu entwickeln. Dessen Entwicklung benötigte insgesamt zehn Jahre, erst 1895 lag der erste Entwurf vor. Am 5. Dezember 1899 wurden die neuen Statuten schließlich durch den Sparkassenausschuss formell eingeführt. Im Zuge dessen wurde auch der Anteil der Stadt Riesa an den Gewinnen der Sparkasse von 50 auf 66 Prozent erhöht.
Trotz der starken Nachfrage nach Hypothekenkrediten ab 1874 erlitt die Bank bis zur Jahrhundertwende niemals Verluste in diesem Segment. Außerdem konnte sie ständig einen Zinssatz von vier Prozent anbieten, der im Vergleich zu anderen Sparkassen hoch war. Am 1. Juli 1905 wurde die tägliche Verzinsung von Guthaben eingeführt, was dem Erfolg der Bank einen weiteren Schub brachte. Als eine der ersten Banken führte die Sparkasse Riesa im Jahr 1913 maschinelle Hilfsmittel in der Buchführung ein, indem eine Additionsmaschine angeschafft wurde. Eine weitere Maschine wurde bereits 1919 in Betrieb genommen.
Die Sparkasse Riesa beschloss am 28. Februar 1913, an der Errichtung der Öffentlichen Versorgungsanstalt der Sächsischen Sparkassen teilzunehmen, einem Vorläufer der Volksfürsorge. Damit konnte das Institut erstmals auch Versicherungen anbieten. Den Ersten Weltkrieg bewältigte die Sparkasse Riesa ohne größere Schwierigkeiten, die sich abzeichnende Inflation in Deutschland bremste aber das Wachstum der Bank. Kurz nach Einführung der Rentenmark betrugen die Einlagen mehrere Billionen Mark – genau genommen 51.267.205.571.000 Mark am 1. Dezember 1923.
Ungeachtet der Krise nahm die Sparkasse Riesa von Anfang an am Weltspartag teil, der vom ersten Internationalen Sparkassentag 1924 in Mailand initiiert wurde. Gleichzeitig zur Sparkasse Riesa entwickelt sich in den Jahren 1909 bis 1928 die Stadtbank zu Riesa, die – ähnlich der Girokasse in Großenhain – primär für den Zahlungsverkehr zuständig und Mitglied des Giroverbands Sächsischer Gemeinden war.

### Kooperation
Die beiden Kreissparkassen litten in der DDR massiv unter der staatlich gelenkten Planwirtschaft. Vor allem die Fokussierung des Geschäfts auf Privatpersonen schwächte die beiden Institute, sodass nur noch ein unterdurchschnittliches Wachstum verzeichnet werden konnte. Im Zuge der Wiedervereinigung Deutschlands erhielten beide Banken den Status eines öffentlich-rechtlichen Kreditinstituts und weiteten ihr Geschäft ab dem Jahr 1990 wieder verstärkt aus. Nachdem der Sächsische Landtag im Juni 1993 beschlossen hatte, sämtliche Landkreise und kreisfreien Städte neu zu ordnen, wurden auch die beiden Sparkassen fusioniert. Nach der Neuordnung in den 1950er Jahren bedeutete die Kreisreform Sachsen 1994/1996 damit die zweite einschneidende Änderung in der jüngeren Geschichte der Bank.